# Zuiderparkstadion
Het Zuiderparkstadion was een voetbalstadion dat gelegen was in het Zuiderpark in Den Haag. Het stadion werd officieel geopend op 18 oktober 1925 met een wedstrijd tussen A.D.O. en V.I.O.S. Tot 2007 was het de thuisbasis van de voetbalclub ADO Den Haag en is een belangrijk onderdeel van de clubgeschiedenis.
Het Zuiderparkstadion dat ooit 28.500 toeschouwers kon bevatten, was vaak het toneel van supportersrellen. De harde kern die zijn vaste plaats had op de beruchte "Midden-Noord" tribune, stond lang bekend als de meest gewelddadige van het land. In november 1971 werd bij de wedstrijd FC Den Haag-ADO – Feyenoord (1–2) een toeschouwersrecord bereikt van 28.872. op 1 maart 1987 deden zich in het Zuiderpark de zwaarste rellen uit de Nederlandse voetbalgeschiedenis voor. Tijdens de wedstrijd FC Den Haag – Ajax (0–2) begonnen supporters van de thuisploeg de Mobiele Eenheid (ME) met stenen te bekogelen. Toen de ordehandhavers de hooligans uit het stadion wilden verdrijven, bleek het hek waarlangs ze naar buiten moesten, gesloten. De wedstrijd werd gestaakt en de 25.000 toeschouwers konden huiswaarts keren. De Noordtribune werd nadien een tijd buiten gebruik gesteld en de club moest op bevel van de overheid zijn stadion ombouwen tot een arena met uitsluitend zitplaatsen. De beruchte fans die zo'n drastische hervorming niet zagen zitten, protesteerden daar fel tegen. In het zelfde jaar werd ook nog de bekerfinale gespeeld door opnieuw de wedstrijd FC Den Haag – Ajax. Geen enkele andere gemeente wilde de harde supporterskernen, de "F-side" van Ajax en de "Midden Noord" van FC Den Haag op zijn grondgebied. Zo werd het Zuiderpark de aangewezen locatie met weliswaar fors verminderde capaciteit. Amper 6.000 toeschouwers mochten de finale bijwonen. Ajax won de bekerfinale met 4–2. In het jaar 2007 is de club ADO van het Zuiderpark naar het nieuwe stadion verhuisd op het industrieterrein Forepark aan de rand van Den Haag. Het Zuiderparkstadion is gesloopt. Ervoor in de plaats kwam een topsportcentrum, de Sportcampus Zuiderpark.

## Sloop stadion
ADO speelde op 22 april 2007 de laatste wedstrijd in het Zuiderpark tegen FC Groningen. De wedstrijd werd na 50 minuten gestaakt wegens het gedrag van het publiek. De stand was op dat moment 0–3.
In het begin van juni 2007 begon de gemeente Den Haag met de sloop van het Zuiderpark Stadion. De Oost-, West- en Noordtribune werden als eerste afgebroken.
Eigenlijk stond de sloop van het Zuiderpark aan het einde van de zomer van 2007 gepland, maar daar wilde de gemeente niet op wachten. De vergunningpublicaties moesten op dat moment nog komen, waardoor men in theorie nog bezwaar mocht maken.

## Toeschouwersaantallen
Deze grafiek laat zien hoeveel supporters de thuiswedstrijden van ADO Den Haag gemiddeld bezochten.
| 6059 |

| 5176 |

| 5529 |

| 3800 |

| 2862 |

| 4000 |

| 8883 |

| 7765 |

| 4882 |

| 3556 |

| 6559 |

| 5556 |

| 4180 |

| 1179 |

| 1655 |

| 2315 |

| 1648 |

| 3274 |

| 3429 |

| 2914 |

| 3049 |

| 2133 |

| 4484 |

| 5572 |

| 7215 |

| 6363 |

| 6808 |

| 7001 |

| Eredivisie | Eerste divisie |

## Interlands
Het Nederlands elftal speelde er drie vriendschappelijke wedstrijden.
| #  | Datum             | Wedstrijd             | Uitslag | Competitie        |
| -- | ----------------- | --------------------- | ------- | ----------------- |
| 1. | 29 september 1965 | Nederland – Luxemburg | 3 – 0   | vriendschappelijk |
| 2. | 7 maart 1972      | Nederland – Finland   | 2 – 1   | vriendschappelijk |
| 3. | 16 april 1975     | Nederland – Finland   | 1 – 1   | vriendschappelijk |

Abe Lenstra Stadion (sc Heerenveen) ·
De Adelaarshorst (Go Ahead Eagles) ·
AFAS Stadion (AZ) ·
Erve Asito (Heracles Almelo) ·
Euroborg (FC Groningen) ·
Stadion Feijenoord (Feyenoord) ·
Fortuna Sittard Stadion (Fortuna Sittard) ·
Stadion Galgenwaard (FC Utrecht) ·
De Goffert (N.E.C.) ·
De Grolsch Veste (FC Twente) ·
Johan Cruijff ArenA (Ajax) ·
Het Kasteel (Sparta Rotterdam) ·
Koning Willem II Stadion (Willem II) ·
MAC³PARK stadion (PEC Zwolle) ·
Mandemakers Stadion (RKC Waalwijk) ·
Philips Stadion (PSV) ·
Rat Verlegh Stadion (NAC Breda) ·
Yanmar Stadion (Almere City FC)
AFAS Trainingscomplex (Jong AZ) ·
Bingoal Stadion (ADO Den Haag) · 
Frans Heesen Stadion (TOP Oss) ·
GelreDome (Vitesse) ·
De Geusselt (MVV Maastricht) ·
GS Staalwerken Stadion (Helmond Sport) ·
De Herdgang (Jong PSV) ·
Jan Louwers Stadion (FC Eindhoven) ·
Covebo Stadion - De Koel - (VVV-Venlo) · 
Kooi Stadion (SC Cambuur)  · 
Kras Stadion (FC Volendam) ·
M-Scores Stadion (FC Dordrecht) ·
De Oude Meerdijk (FC Emmen) ·
Parkstad Limburg Stadion (Roda JC Kerkrade) ·
711 Stadion (Telstar) ·
De Toekomst (Jong Ajax) ·
Van Donge & De Roo Stadion (Excelsior)
De Vijverberg (De Graafschap) ·
De Vliert (FC Den Bosch) ·
Sportcomplex Zoudenbalch (Jong FC Utrecht) ·
AFAS Trainingscomplex (AZ Vrouwen) ·
Bingoal Stadion (ADO Den Haag Vrouwen) ·
Het Diekman (FC Twente Vrouwen) ·
Fortuna Sittard Stadion (Fortuna Sittard Vrouwen) ·
De Herdgang (PSV Vrouwen) ·
711 Stadion (Telstar Vrouwen) ·
Skoatterwâld (sc Heerenveen Vrouwen) ·
Sportpark Be Quick '28 (PEC Zwolle Vrouwen) ·
De Toekomst (Ajax Vrouwen) ·
Van Donge & De Roo Stadion (Excelsior Vrouwen) ·
Varkenoord (Feyenoord Vrouwen)
Zoudenbalch (FC Utrecht Vrouwen)
Alkmaarderhout (Alkmaar '54/AZ '67/AZ) ·
Amsterdamsestraatweg (Elinkwijk) ·
De Baandert (Sittardia/FSC/Fortuna Sittard) ·
Beatrixstraat (NAC) ·
De Berckt (SC Venlo'54/VVV) ·
Berg & Bos (AGOVV/AGOVV Apeldoorn) ·
Birkhoven (SC Amersfoort/HVC) ·
De Blauwe Kei (Baronie) ·
Bornsestraat (Heracles/SC Heracles '74) ·
De Boschpoort (MVV) ·
Botenlaan (Brabantia) ·
De Braak (Helmondia '55/Helmond Sport) ·
Brasserskade (DHC) ·
Breestraat (KFC/FC Zaanstreek) ·
Buiksloterbanne (De Volewijckers) ·
Cambuurstadion (SC Cambuur/Leeuwarden) ·
Damlaan (Hermes DVS) ·
Het Diekman (SC Enschede/FC Twente) ·
Duinhorst (Den Haag/Flamingo's '54) ·
Esserberg (Be Quick) ·
Fatimastraat (Baronie) ·
FC Twente-trainingscentrum (FC Twente Vrouwen) ·
Stadion Feijenoord (SVV) ·
Floreslaan (Fortuna Vlaardingen/FC Vlaardingen '74) ·
Frankelandsedijk (SVV) ·
Galgenwaard (DOS/Velox) ·
Gemeentelijk Sportpark Hilversum (SC 't Gooi/SC Gooiland/Hilversum) ·
Gemeentelijk Sportpark Tilburg (Willem II/NOAD) ·
Haarlemstadion (HFC Haarlem) ·
Harga (Hermes DVS/SVV) ·
Heekpark (SC Enschede/Enschedese Boys) ·
Heekstraat (Rigtersbleek) ·
Heerlenersteenweg (Juliana) ·
De Heikant (Achilles '29/Achilles '29 Vrouwen) ·
Het Heuveltje (Oldenzaal) ·
Hoornseveld (ZFC) ·
Houtrust (Holland Sport/SHS) ·
Houtsdonk (Helmond) ·
Industriestraat (NOAD) ·
Irislaan (VC Vlissingen/VCV Zeeland) ·
Jonkerbergstraat (Roda Sport) ·
Kaalheide (Rapid '54/Rapid JC/Roda JC/Roda JC Vrouwen) ·
Het Kasteel (Xerxes) ·
Kikkerpolder (UVS) ·
De Koeburg (Zeist) ·
Koning Willem II Stadion (Willem II Vrouwen) ·
Koningsweg (Velox) ·
De Koel (VVV-Venlo Vrouwen) ·
De Koog (FC Zaanstreek) ·
De Kraal (VVV/FC VVV) ·
Krommedijk (D.F.C./DS '79/SVV/Dordrecht '90) ·
J.H. Kruisstraat (Heerenveen/sc Heerenveen) ·
Laan van Vollering (DHC) ·
De Langeleegte (SC Veendam) ·
Leenderweg (De Valk) ·
Liesbosweg (Utrecht) ·
't Lood (AZ Vrouwen) ·
De Luiten (RBC) ·
Oosterenkstadion (Zwolsche Boys/PEC Zwolle) ·
Oosterpark (GVAV/Oosterparkers/FC Groningen) ·
Mauritsstadion (Fortuna '54/FSC) ·
De Meer (Ajax) ·
Mosveld (De Volewijckers) ·
Nieuw-Monnikenhuize (Vitesse) ·
Noordersportpark (EDO) ·
Olympia (RKC Waalwijk) ·
Olympisch Stadion (Blauw-Wit/Amsterdam/DWS/FC Amsterdam) ·
Olympisch Stadion (bijveld) (Blauw-Wit/DWS/FC Amsterdam) ·
De Planeet (SC Drente/Zwartemeer) ·
RBC-Stadion (RBC) ·
Reeweg (Emma) ·
Rolduckerstraat (Kerkrade/Roda Sport) ·
Rozenoord (DOSKO) ·
Sittardia-terrein (Sittardia) ·
Schoonenberg (Stormvogels/VSV/AZ Vrouwen/SC Telstar VVNH) ·
Spaarndammerdijk (DWS) ·
Straatweg (EBOH) ·
Aan de spoorbrug (LONGA) ·
Sportparklaan (RCH) ·
Stadspark (Velocitas) ·
Thomassen-terrein (Rheden) ·
Veemarktterrein (FC Utrecht) ·
Veldwijk (Twentse Profs/Tubantia) ·
Venweg (Limburgia) ·
De Vliert (BVV) ·
Volkspark (Enschedese Boys) ·
De Vrolijkheid (PEC Zwolle/Zwolsche Boys) ·
Wageningse Berg (Wageningen/FC Wageningen) ·
Walvisstraat (ONA) ·
Wassenaarseweg (UVS) ·
Westzanerdijk (ZFC) ·
De Wolfsdonken (Wilhelmina) ·
Xerxesweg (Xerxes) ·
Zuidendijk (EBOH) ·
Zuiderpark (ADO Den Haag)